# Czaszówka czarnobrązowa

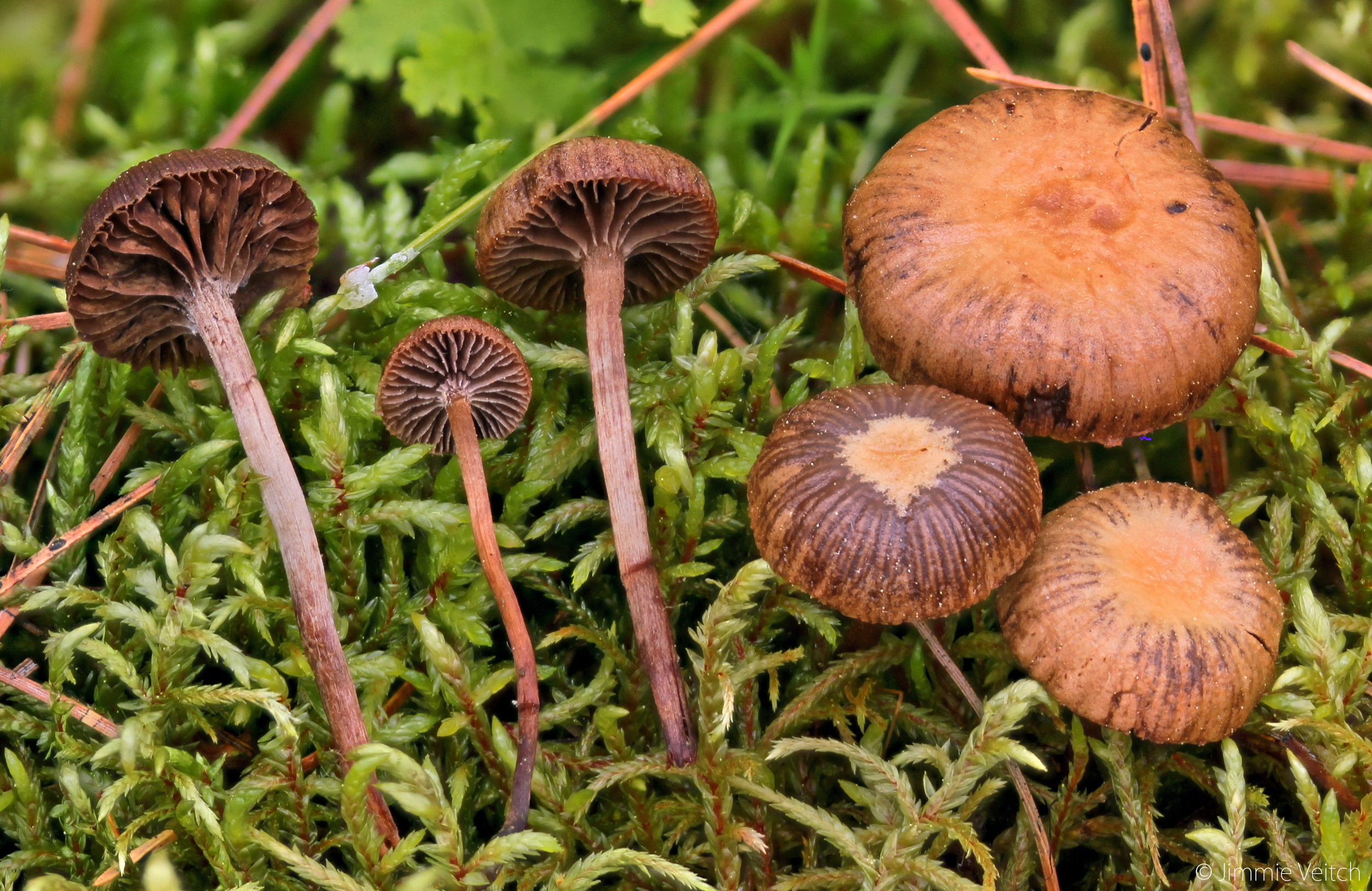

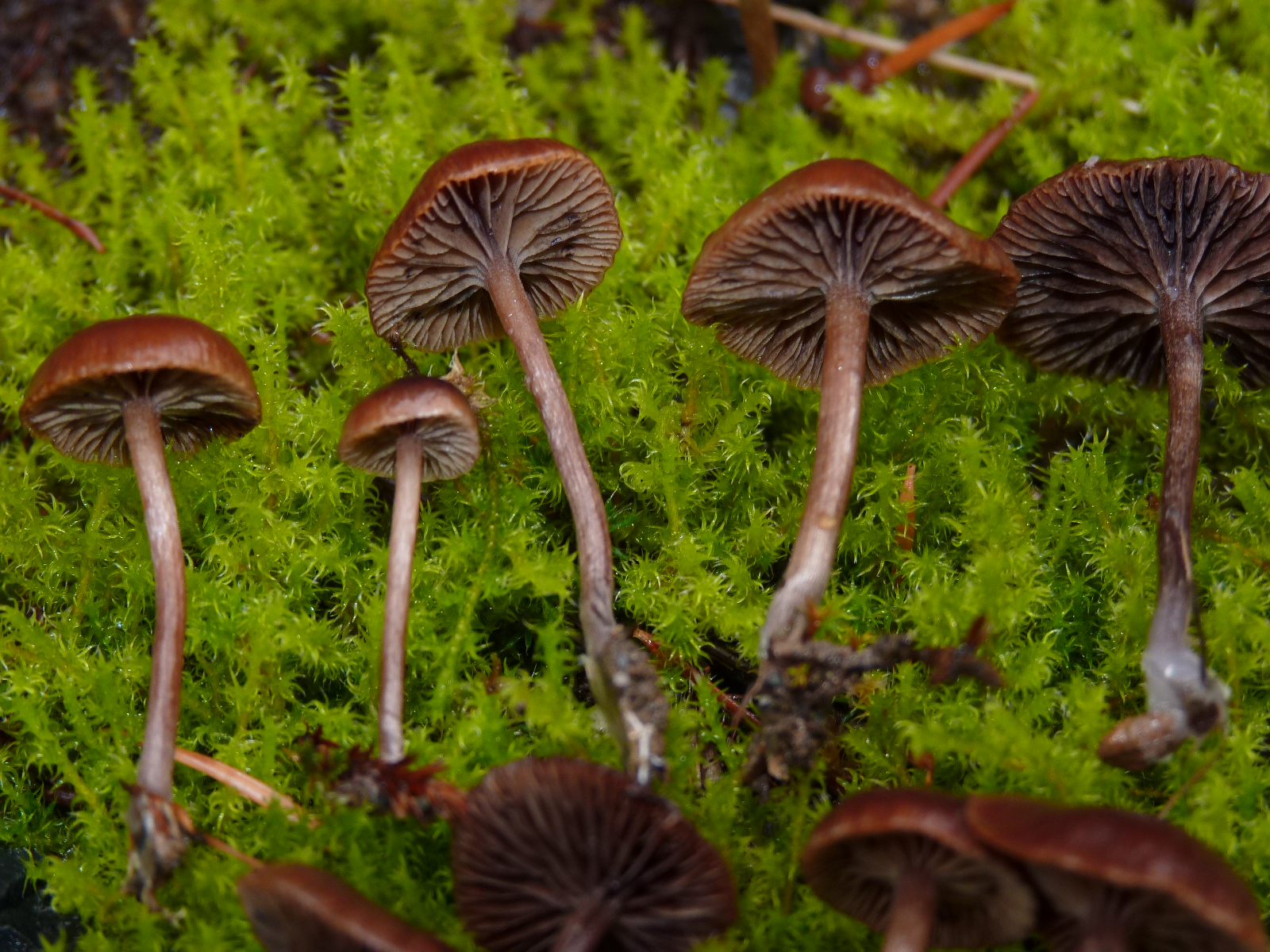

Czaszówka czarnobrązowa, łysiczka czarnobrązowa (Deconica montana (Pers.) P.D. Orton) – gatunek grzybów należący do rodziny pierścieniakowatych (Strophariaceae).

## Systematyka i nazewnictwo
Pozycja w klasyfikacji według Index Fungorum: Deconica, Strophariaceae, Agaricales, Agaricomycetidae, Agaricomycetes, Agaricomycotina, Basidiomycota, Fungi.
Po raz pierwszy takson ten zdiagnozował w 1796 r. Christiaan Hendrik Persoon nadając mu nazwę Agaricus montanus. Obecną, uznaną przez Index Fungorum nazwę nadał mu w 1960 r. Peter Darbishire Orton.
Synonimów ma ponad 20. Niektóre z nich:
- Deconica montana var. macrospora (Noordel. & Verduin) Noordel. 2009
- Psilocybe montana (Pers.) P. Kumm. 1871
- Psilocybe montana var. macrospora Noordel. & Verduin 1999
- Psilocybe ochreata (Sacc.) E. Horak 1983

Nazwę polską łysiczka czarnobrązowa zaproponował Władysław Wojewoda w 1999 r. Wówczas takson ten znany był jako Psilocybe montana. Stanisław Domański w 1955 r. używał nazwy półcierniówka czarnobrunatna. Po przeniesieniu tego gatunku do rodzaju Deconica nazwy polskie stały się niespójne z nazwą naukową. W 2025 r. Komisja ds. Polskiego Nazewnictwa Grzybów Polskiego Towarzystwa Mykologicznego zarekomendowała nazwę czaszówka czarnobrązowa.

## Morfologia
Kapelusz
Średnica 0,7–1,5(2) cm, początkowo tępo stożkowy, potem wypukły z niskim garbkiem lub bez garbka, na koniec prawie płaski. Brzeg podwinięty, potem prosty, u młodych owocników ze zwieszającymi się resztkami osłony (lupa). Powierzchnia naga, w stanie wilgotnym nieco lepka. Jest higrofaniczny; w stanie wilgotnym prążkowany od przeświecających blaszek, ciemnobrązowy do mahoniowo brązowego, w stanie suchym blednący do brunatnego.
Blaszki
Przyrośnięte do zbiegających, czasami w postaci linii schodzą na wierzchołek trzonu, dość gęste i stosunkowo szerokie (szerokość do 2 mm). Występują międzyblaszki (l=1–3). Początkowo blaszki mają barwę ciemnobrązową, później stają się brudno średniobrązowe. Ostrza nieco jaśniejsze i nieco postrzępione.
Trzon
Wysokość 1–3 cm, grubość 1–2 mm, cylindryczny, prosty, czasem falisty, mniej więcej równogruby na całej długości, początkowo pełny, potem pusty. Powierzchnia brązowa, pokryta rozrzuconymi białawymi, włókienkowatymi resztkami osłony. Występuje włóknista, zanikająca zasnówka. Jej nietrwałe fragmenty widoczne są na powierzchni kapelusza i górnej części trzonu u młodych owocników. U podstawy pilśniowata biała grzybnia.
Miąższ
Cienki, o grubości nie przekraczającej 1 mm, blady. Ma łagodny zapach i lekko ściągający lub gorzki smak.
Cechy mikroskopowe
Wysyp zarodników ciemno szarobrązowy. Zarodniki 7–9,5 × 4,5–6 µm, elipsoidalne do migdałowatych w widoku z przodu, gładkie, grubościenne z wierzchołkową porą rostkową.

## Występowanie i siedlisko
Łysiczka czarnobrązowa występuje w Ameryce Północnej i Południowej oraz w Europie, gdzie jest szeroko rozprzestrzeniona. W piśmiennictwie naukowym na terenie Polski do 2016 r. podano 27 stanowisk, najwięcej w województwie pomorskim. Liczne i bardziej aktualne stanowiska podaje internetowy atlas grzybów. W Polsce uznana jest za gatunek rzadki. Znajduje się na Czerwonej liście roślin i grzybów Polski. Ma status R – gatunek potencjalnie zagrożony z powodu ograniczonego zasięgu geograficznego i małych obszarów siedliskowych.
Siedlisko: pastwiska, łąki, torfowiska, nieużytki, także lasy, wrzosowiska, wśród mchów, zanotowano występowanie również na próchniejących słomianych strzechach domów. Rozwija się na ziemi, nawozie, odchodach roślinożerców, resztkach obumarłych roślin. Owocniki wyrastają od kwietnia do października.

## Znaczenie
Grzyby saprotroficzne. Nie zawierają psylocybiny i psylocyny